# Fran Matejčić
Fran Matejčić (Pazin, 10. siječnja 1851. – Pazin, 22. rujna 1935.) istarski je klasični filolog. 

## Životopis
Pohađao je njemačku gimnaziju najprije kod franjevaca u Pazinu, potom u Trstu, te je završio studij klasičnih jezika u Grazu, uzdržavajući se uglavnom sam. Bio je profesor na Pazinskoj gimnaziji.
Zbog sukoba u vrijeme izbora s pazinskim načelnikom, talijanašem Francescom Costantinijem, nakon tri godine premješten je na talijansku gimnaziju u Kopru, gdje je 25 godina predavao klasične jezike i gimnastiku. Godine 1899. imenovan je profesorom i privremenim ravnateljem, a 1900. stalnim ravnateljem Hrvatske gimnazije u Pazinu, koja je tada postojala pod imenom Carsko-kraljevska velika državna gimnazija, prva srednjoškolska ustanova istarkih Hrvata. Tu je dužnost obnašao do 1902., kada je carskom odlukom imenovan carsko-kraljevskim zemaljskim školkim nadzornikom za srednje škole Austrijskoga primorja sa sjedištem u Trstu. Kao pokrajinski nadzornik ostao je u vezi s pazinskom gimnazijom, redovito ju je obilazio na kraju školske godine, predsjedavao maturalnim ispitima i s profesorima održavao završnu sjednicu Nastavničkoga vijeća. Umirovljen je 1920.